# Jenny Lewis
Jenny Lewis (Jennifer Diane Lewis; Las Vegas, 8 de janeiro de 1976) é uma cantora, musicista e atriz americana. É co-fundadora e cantora da banda de indie rock Rilo Kiley e atriz desde pequena.

## Discografia

### Rilo Kiley
- 2001: Take-Offs and Landings
- 2002: The Execution of All Things
- 2004: More Adventurous
- 2007: Under the Blacklight

### Solo
- 2006: Rabbit Fur Coat (com The Watson Twins)
- 2008: Acid Tongue
- 2014: The Voyager
- 2019: On The Line

### Outras contribuições
- 2002: Bright Eyes (banda) - Lifted or The Story Is in the Soil, Keep Your Ear to the Ground
- 2003: Cursive - The Ugly Organ
- 2003: The Postal Service - Give Up
- 2004: The Good Life - Album of the Year
- 2004: The Elected - Me First
- 2005: Ben Lee - Awake is the New Sleep
- 2005: M. Ward -  Transistor Radio
- 2005: Johnathan Rice - Trouble Is Real
- 2005: North American Hallowe'en Prevention Initiative - UNICEF charity single
- 2005: Bright Eyes - Lagniappe
- 2006: The Elected - Sun, Sun, Sun
- 2006: James Figurine - Mistake Mistake Mistake Mistake
- 2006: The Watson Twins - Southern Manners
- 2006: Whispertown2000 - Livin' in a Dream
- 2007: Dntel - Dumb Luck
- 2007: Vietnam - Vietnam
- 2007: Johnathan Rice - Further North
- 2008: Elvis Costello and The Imposters - Momofuku
- 2010: Brandon Flowers - "Hard Enought"

## Filmografia
- Uncle Tom's Cabin (1987)
- Trading Hearts (1987)
- Who Gets the Friends? (1988)
- My Father, My Son (1988)
- Baby M (1988)
- Friendship in Vienna, A (1988)
- Troop Beverly Hills (1989)
- Shannon's Deal (1989)
- The Wizard (1989)
- Perry Mason: The Case of the Defiant Daughter (1990)
- Line of Fire: The Morris Dees Story (1991)
- Runaway Father (1991)
- Daddy (1991)
- Big Girls Don't Cry... They Get Even (1992)
- Runaway Daughters (1994)
- Sweet Temptation (1996)
- Foxfire (1996)
- Talk to Me (1996)
- Little Boy Blue (1997)
- Pleasantville (1998)
- Don's Plum (2001)

### Seriados
- Convicted (1986)
- Life with Lucy (1986)
- Brooklyn Bridge (1991)